# Мастурбація

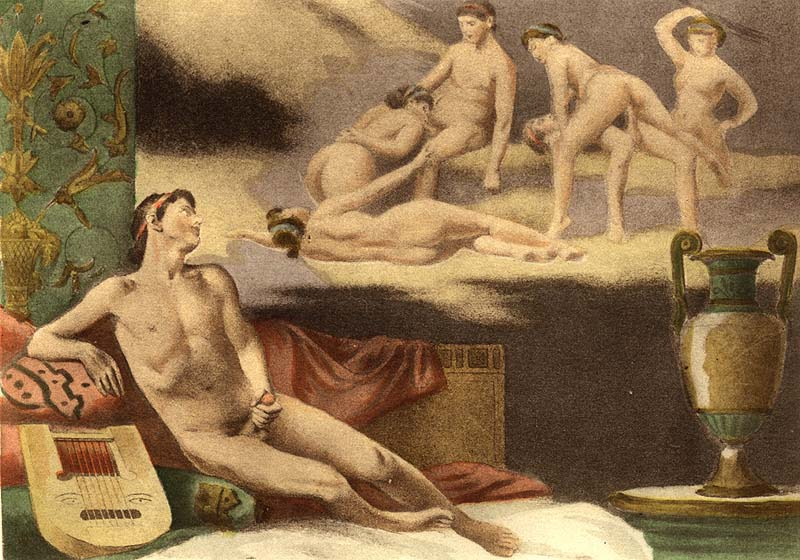
Мастурбація. Картина Едуара-Анрі Авриля

Мастурба́ція (онані́зм, рукоблу́дство) — сексуальна стимуляція власних статевих органів для збудження або іншого сексуального задоволення, зазвичай до оргазму. Найбезпечніша з сексуальних практик, виключена можливість зараження ІПСШ та вагітність, і найрозповсюдженіша сексуальна практика у світі.

## Історія

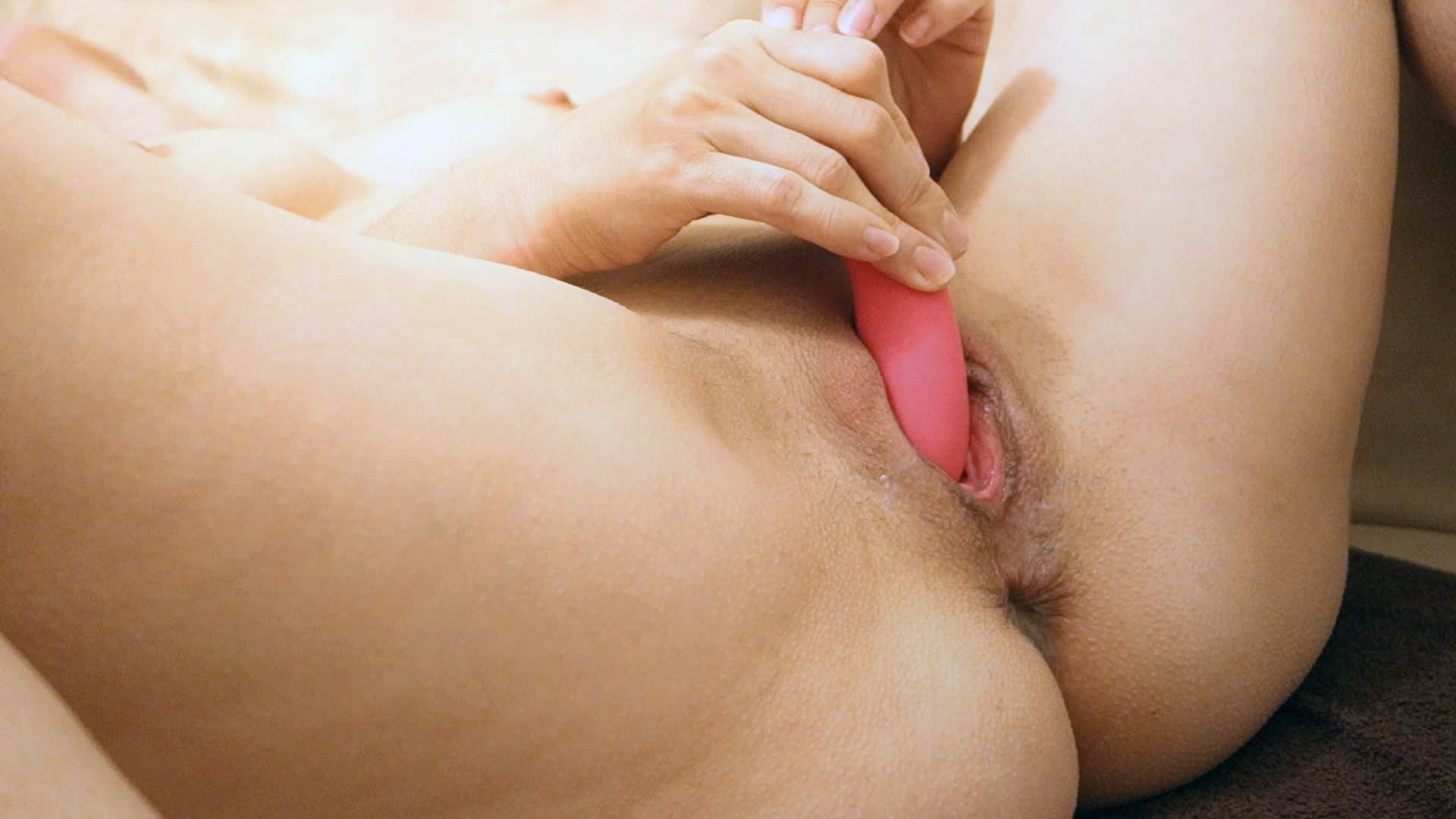
Методи боротьби з мастурбацією

У доісторичний час мастурбація сприймалась людьми більш позитивно, ніж у наші дні. Як свідчення, збереглись статуетки мастурбуючих чоловіків, датовані 700 роками до н. е..

### Середньовіччя та Новий час
Секс розглядали як обмін енергією між дорослими, а мастурбація вважалась даремною витратою енергії. Були широко поширені думки: мастурбація — це погано, від мастурбації можна зійти з розуму.
Медична спільнота вважала мастурбацію шкідливою, такою, що приносить людям лише незручності та проблеми. Наслідком мастурбації вважали: сухоти, божевілля, сліпоту та безліч інших хвороб. Лікарі розробляли різноманітні пристрої, щоб позбавити людей можливості торкатися сексуальних частин тіла. Інколи призначалось обрізання або кастрація.
У 1883 році в книзі Сильвестра Грехема (англ. Sylvester Graham) «Секс, подружжя та суспільство» (англ. Sex, Marriage and Society) та у 1893 році на лекціях Джона Гарлі Келога (англ. J.H.Kellog) — пропонувалось молодим людям позбавитись звички мастурбувати за допомогою спеціальних дієт.
Мастурбацію у чоловіків іноді називають також онанізмом, за іменем персонажа Старого Заповіту Онана, який проливав сперму на землю, не маючи бажання мати спільне потомство з дружиною померлого брата. На Русі мастурбація називалася грецьким словом «малакія» або слов'янським «рукоблудство» і вважалася за гріх, який православна церква суворо засуджувала.
Попри те, жіноча підліткова мастурбація згадується в українському фольклорі, зібраному, починаючи з XIX ст.

### Радянський період
У радянський період велась боротьба за оздоровлення родинного життя, мастурбація вважалась «ненормальністю», «збоченням», «хворобою». Роль у боротьбі з онанізмом виконували батьки, вчителі, лікарі, вожаті-комсомольці. Аргументували вони цим на користь «оздоровлення», у першу чергу, дитинства.
Видавництво «Наукова думка» у 1930 році під авторством доктора І. І. Ніколаєва видало книжку «Онанізм та боротьба проти нього», в якій описано статистичні дані тодішньої медицини на потребу боротьби з цим явищем.

## Сучасне ставлення
В Україні привселюдна мастурбація вважається правопорушенням суспільних норм моралі та карається законом.

### У релігіях
У традиційних релігіях мастурбація донині вважається гріхом. Крім релігійних заборон, широко поширені забобони проти мастурбації та табу, але більшість із них не мають під собою жодного фактичного обґрунтування.

## Погляд сучасної медицини

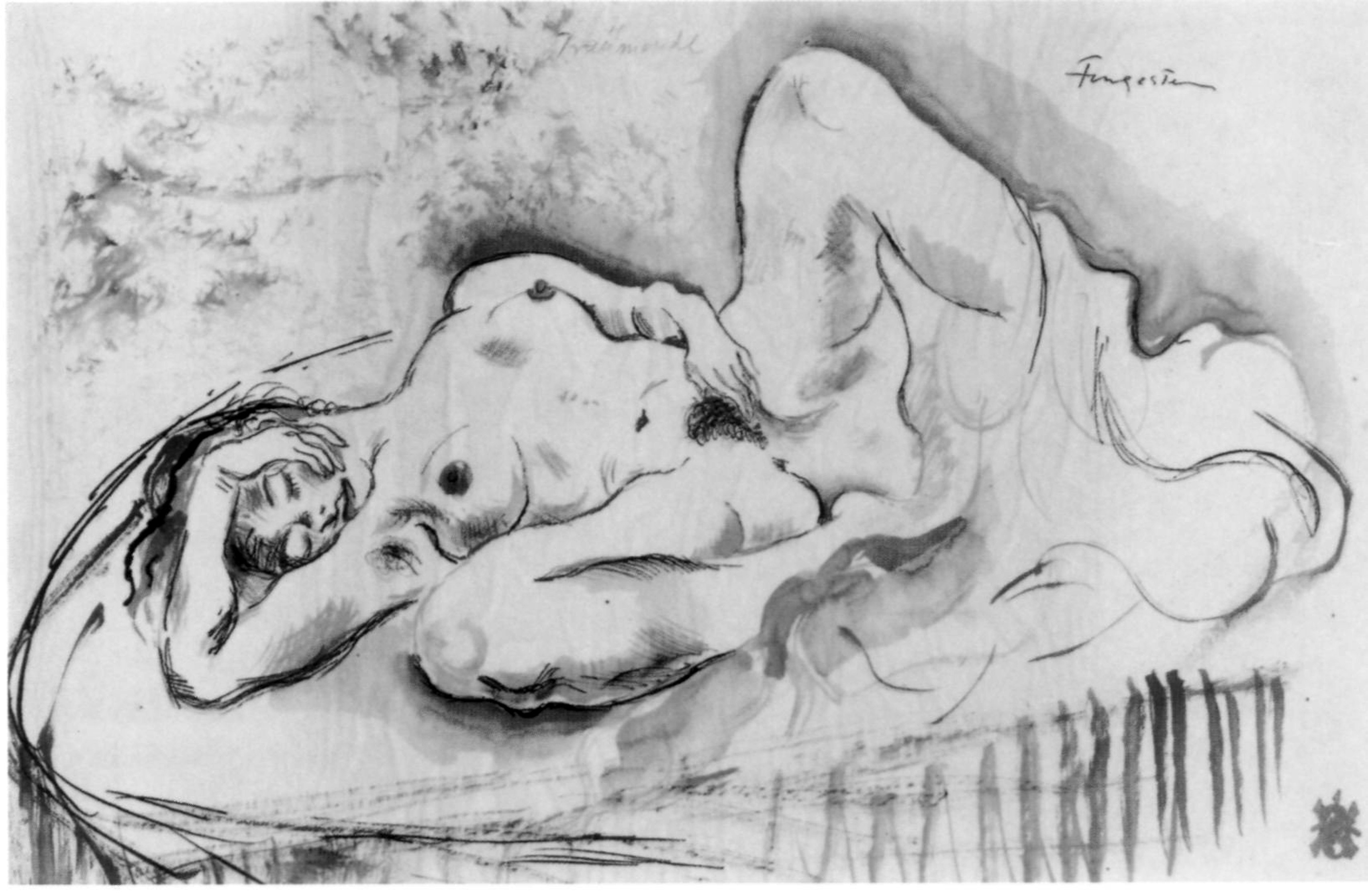
Жіноча мастурбація

Чоловіча мастурбація

Психофізіологічно мастурбація така ж нормальна, як нічні полюції, вона сприяє видаленню з сім'яних протоків перезрілої та недієздатної для запліднення сперми, аналогічно до того, як менструація видаляє із жіночого організму перезрілі яйцеклітини.
Мастурбація найбезпечніша з сексуальних практик, виключена можливість зараження ІПСШ та вагітність, і найрозповсюдженіша сексуальна практика у світі.
Тим не менше, з нею пов'язаний ряд психологічних та медичних проблем. Зокрема, в деяких випадках мастурбація буває вимушеною, компульсивною (схильність до повторювання поведінкових актів — емоційних, пізнавальних та моторних), що виступає не як прелюдія чи доповнення партнерського сексу, а як його альтернатива. З одного боку, це випливає із властивостей особистості (хвороблива сором'язливість, страх зараження ВІЛ-інфекцією, нездатність до інтимності тощо). З другого боку, масово розповсюджена комерційна еротика і віртуальний секс часто націлені не на активізацію партнерських стосунків, а на самозадоволення. В результаті, компульсивна мастурбація сприяє подальшому відокремленню сексуальної активності не тільки від репродукції, але і від психологічної інтимності, роблячи людину ще більш самотньою.

### Мастурбація як рекомендація сексолога
- Може покращити самопочуття жінок; сприяти тренажу розслаблення м'язів вагіни, що є умовою для сексуального задоволення.
- Чоловіки можуть навчитись контролювати час еякуляції, практикуючи короткочасне призупинення мастурбації у момент, коли відчувають близькість оргазму.
- Допоможе пережити час відсутності партнера, якщо партнер чи партнерка хворіють або у відряджені.
- За допомогою мастурбації можна докладно вивчити, що приємно і що спричиняє сексуальне задоволення, після чого цією інформацією можна поділитись з сексуальним партнером(-кою).
- Спільна мастурбація може урізноманітнити сексуальні стосунки.
- Генітальну мастурбацію можна доповнити анальним стимулюванням, як спосіб навчитись розслаблювати анус для практики анального сексу[4].

### Нав'язлива мастурбація
Зустрічаються випадки, коли акт мастурбації здійснюється досить часто, а сама мастурбація перетворюється у звичку. Нав'язливе прагнення до мастурбації може бути ознакою наявності розладів розумової діяльності, однак частіше за все така мастурбація є способом розвіяти нудьгу або зняти стрес. У таких ситуаціях продуктивнішим підходом є боротьба з причинами нудьги або стресу, а не спроби домогтися припинення мастурбації. При цьому сама по собі часта мастурбація не є шкідливою з фізіологічної, розумової або емоційної точки зору.
Відкритим у науці є питання про можливість формування у людини сексуальної залежності. У деяких випадках прагнення до сексуальної активності може негативно впливати на повсякденну активність людини або ставити його в ризиковане становище (наприклад, пов'язане із заняттям незаконними чи деструктивними сексуальними практиками). Часта і нав'язлива мастурбація може бути ознакою наявності сексуальної залежності.

## Дитяча та підліткова мастурбація
Більшість досліджень та опитувань (у тому числі й інтернет), показують, що можна виділити два вікових види мастурбації:

### Дитяча мастурбація
Дитяча мастурбація починається з раннього віку. Так, Стронг і співавт. у книзі «Сексуальність людини: Ширина діапазону у сучасній Америці» відзначають, що іноді зовсім юні дівчата ритмічно, часом із силою, рухають своїм тілом, явно відчуваючи оргазм. Італійські гінекологи Джорджо Джорджо і Марко Сікарда за допомогою ультразвуку спостерігали плід жіночої статі, мастурбуючий до оргазму.
Така мастурбація не пов'язана з сексуальним потягом і в цей період в основному є адаптивно-компенсаторним механізмом отримання позитивних емоцій і відчуттів при стресах і інших психофізичних та емоційних дискомфортних станах. Сама по собі дитяча мастурбація не є чимось поганим чи шкідливим. Адаптивно-компенсаторний характер мастурбації проявляється тим, що вона служить:
- Безпосереднім джерелом задоволення;
- Способом розрядки емоційного та фізичного напруження;
- Має характер автогіпнозу;
- Сприяє заспокоєнню;
- Є самостимулюючим психотехнічним прийомом, засобом релаксації, послаблення болю, відгороджена від надсильних подразників.

#### Вік та дитяча мастурбація
- До 2 років діти маніпулюють геніталіями так само, як і іншими частинами тіла, — так вони просто їх вивчають, задовольняють свій інтерес.
- Після 2 років дитина починає стимулювати геніталії вже з метою отримання задоволення.
- У 3-4 роки дитина усвідомлює, що ці дії негожі в очах дорослих, але, як і раніше, прагне отримати задоволення, навіть через заборону. Якщо малюк ховається, торкаючись своїх статевих органів, — це означає, що він досить розвинений для свого віку, щоб зрозуміти інтимність своїх дій.
- У 6 років дитина остаточно засвоює, «що таке добре і що таке погано», розуміє, що в мастурбації є щось непристойне і неналежне, навіть якщо батьки прямо не говорили їй про це. У цьому віці вона з усіх сил намагається бути слухняною, заслужити похвалу, тому мастурбація якщо і не припиняється зовсім або на час, то починає носити епізодичний характер і проходити в умовах підвищеної секретності.
- Років у 9-10 дитина заново або вперше відкриває для себе самозадоволення. Однак у цьому віці таке розслаблення безпосередньо пов'язане з розвитком сексуальності і, в принципі, мало чим відрізняється від аналогічного заняття в дорослих.[17]

### Підліткова (доросла) мастурбація
Мастурбація, пов'язана з початком статевого дозрівання (пубертатом), з'являється у віці 10-15 років.
У 2004 р. журнал «Нау» (Торонто) охопив обстеженням сексуальних уподобань неуточнену кількість жінок-респонденток, за їхнім бажанням. Результати показали, що 55 % жінок почали мастурбувати між 10 і 15 роками. Нерідко мастурбація починалася набагато раніше: у 18 % до десятиріччя, а у 6 % при досягненні шестиріччя.

## Поширеність мастурбації
Існує безліч приватних оцінок поширення мастурбації в різних країнах і соціальних групах. Так, за класичними даними зі звітів Кінсі, коли-небудь мастурбували 93 % чоловіків і 62 % жінок. Інші дослідження дають схожі показники: у молодому та зрілому віці мастурбують 80-90 % чоловіків і 60-70 % жінок. Так, проведене у Великій Британії на основі методу випадкової вибірки опитування показало, що 95 % чоловіків і 71 % жінок мастурбували в якийсь момент свого життя; 73 % чоловіків і 37 % жінок повідомили про мастурбацію протягом чотирьох тижнів перед участю в обстеженні; 53 % чоловіків і 18 % жінок сказали, що займалися цим у попередні сім днів. Проведене у 2008 році виробником жіночої спідньої білизни «Госсар» опитування 1000 британських жінок дало ще вищі результати: 92 % респонденток у віці від 18 до 30 років мастурбували, причому 2/3 із них — не рідше 3-х разів на тиждень.
Дещо нижчі показники в країнах із консервативною культурою, однак це пояснюють тим, що не всі опитані визнали можливим зізнатися в скоєнні таких дій. При цьому досить великий відсоток тих, хто вважає мастурбацію шкідливою: у бідних районах із низьким рівнем освіти й сексуальної освіти таких 50-60 % (Сантьяго, Чилі, громади бідняків), у розвиненіших країнах і серед освіченішого контингенту опитаних — від 10 (Південна Корея) до 30 % (Індія).
Згідно з нещодавно опублікованими оглядами, в США близько 55 % підлітків тринадцятирічного віку (як юнаків, так і дівчат) мастурбують. До п'ятнадцяти років чисельність мастурбуючих тінейджерів досягає вже 80 %. Серед дорослих американців 90 % чоловіків і 65 % жінок практикують мастурбацію. Характерно, що при такій поширеності мастурбації близько половини всіх мастурбуючих підлітків і дорослих відчувають стурбованість і почуття сорому з приводу такого виду сексуальної поведінки.
Близько 3 % від загальної кількості як чоловіків, так і жінок під час мастурбації використовують стимулювання анусу руками та підручними предметами. Бісексуальні та гомосексуальні фантазії є у 20% мастурбуючих дівчат і 13,5% юнаків, при цьому такі особи, як правило, мастурбують частіше мають суто гетеросексуальні фантазії.[прояснити]
Також частота мастурбацій залежить від віку: жінки з часом починають мастурбувати частіше, а чоловіки — рідше. Так, згадане вище дослідження журналу «Нау» (м. Торонто) виявило, що частота занять мастурбацією знижувалася після досягнення віку 17 років. Багато чоловіків у віці від 20 до 30 років, а іноді і більш старшому, мастурбують щодня або частіше. З віком частота мастурбації зменшується: поступово у чоловіків, більш виразно в жінок. Якщо жінки 13-17-річного віку, за даними цього дослідження, мастурбували в середньому майже щодня, то дорослі жінки займались мастурбацією лише 8-9 разів на місяць (у дорослих же чоловіків частота досягає 18-22 разів на місяць).
Також стверджується про наявність зв'язку між частотою мастурбації та наявністю у жінки регулярних статевих зносин із чоловіками. Загалом, всупереч поширеній суспільній думці, регулярне статеве життя не зменшує частоту мастурбації, адже мастурбація нерідко є важливою складовою статевих взаємин. Деякими дослідженнями виявлено позитивну залежність між частотою мастурбації та статевих зносин; під час одного з досліджень було також виявлено, що частота мастурбації вища у чоловіків і жінок, які перебувають у гомосексуальних стосунках.
На частоту мастурбації може впливати, наприклад, перегляд еротичних і порнографічних фільмів. Під час дослідження, проведеного американським центром планування сім'ї, встановлено, що студентки коледжу, подивившись відвертий фільм, у якому показано жіночу мастурбацію, почали мастурбувати значно частіше, ніж контрольна група, котра не дивилася фільму, проте обстежені жінки не зауважили ніякого впливу від перегляду фільму на їхні сексуальні вподобання чи власну поведінку.

## Способи мастурбації

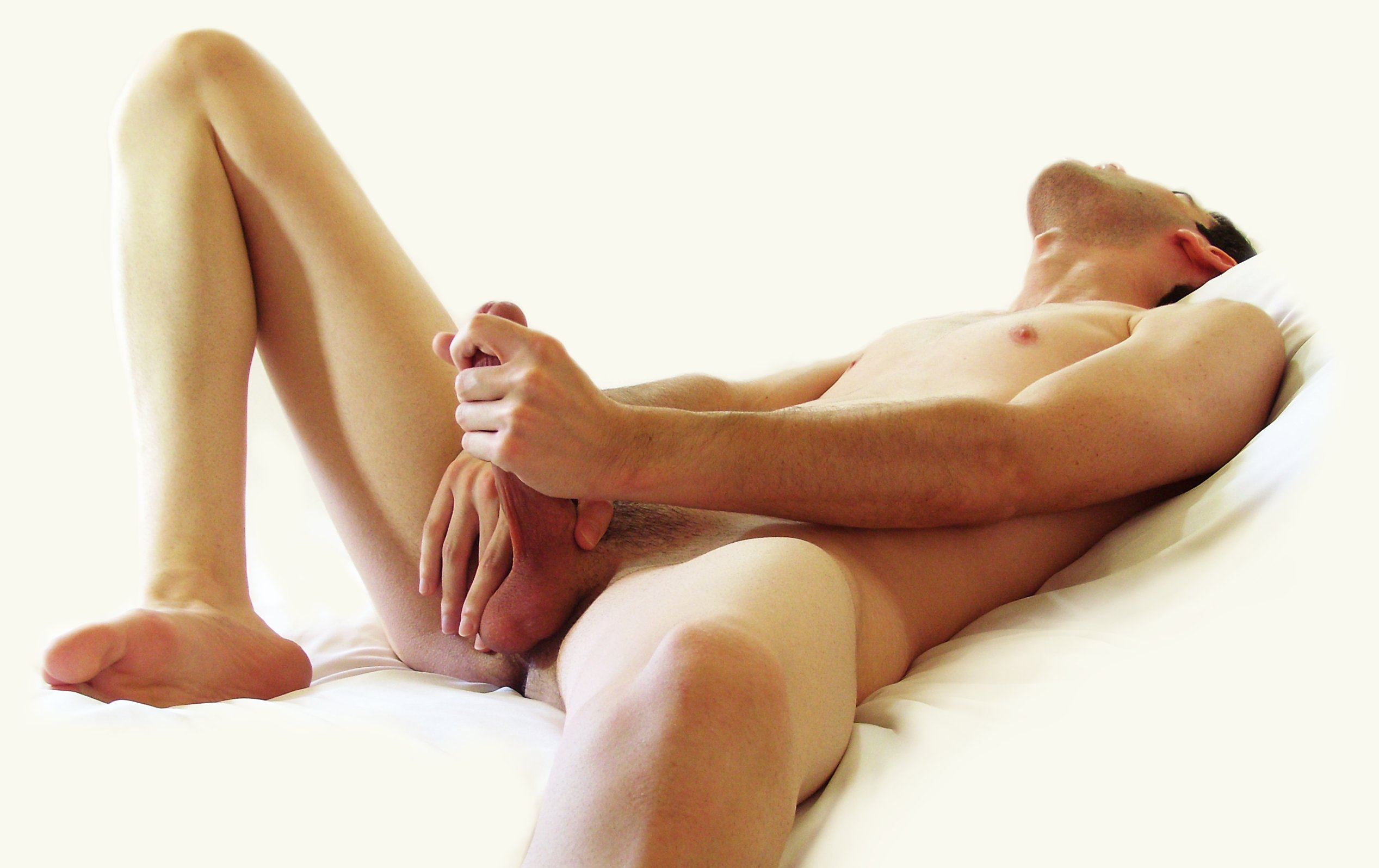
Мастурбація чоловіка

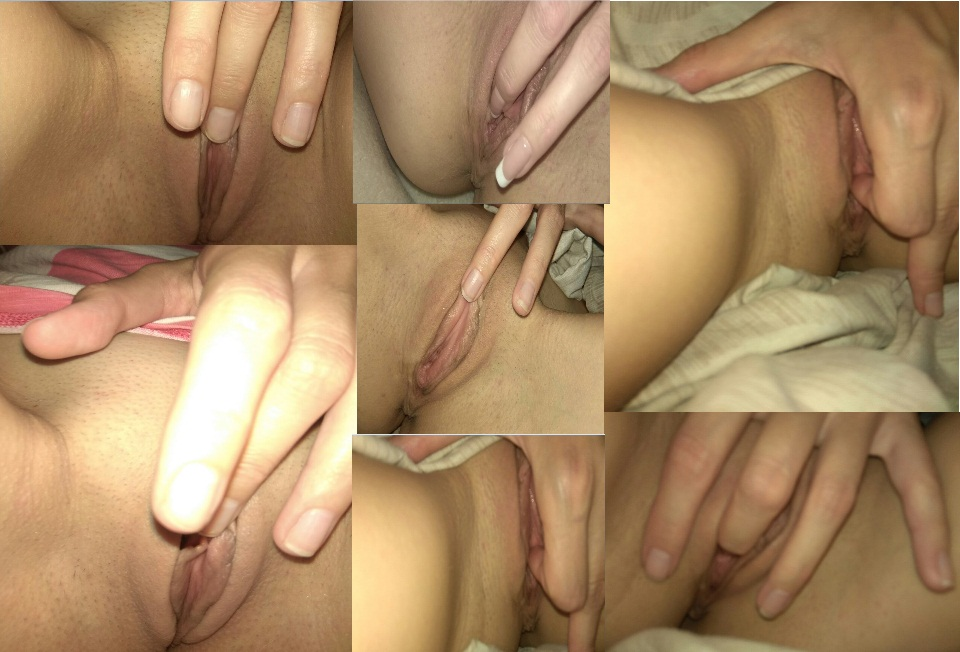
Мастурбація жінки

В основному мастурбація пов'язана з подразненням так званих безумовних ерогенних зон, до яких відносяться геніталії. При цьому розрізняють генітальну і анальну форми мастурбації
- У чоловіків генітальна мастурбація залежить від багатьох факторів і персональних переваг, і часто різниться в обрізаних та необрізаних. Існує кілька способів, але в більшості випадків мастурбація зводиться до зворотно-поступальних рухів руки (дрочіння), що охоплює статевий член, до настання оргазму та еякуляції. Швидкість руху руки залежить як від індивідуума, так і від ступеня і стадії процесу, і зазвичай перед еякуляцією збільшується. Часто при мастурбації іншою рукою може проводитися пещення яєчок, промежини, внутрішньої поверхні стегон, сідниць або сосків грудей і інших вторинних ерогенних зон. Також при мастурбації може використовуватися мастило: вазелін, лубриканти, масло.
- У жінок мастурбація найчастіше здійснюється шляхом впливу на вульву, голівку клітора, вагіну або на задній прохід. Генітальна мастурбація здійснюється зазвичай шляхом стимуляції голівки клітора (пальцем, водяним струменем, електромасажером, стисканням стегон) та/або шляхом стимуляції статевих губ і вагінального отвору або стінок і дна вагіни і області зовнішнього отвору шийки матки (введенням пальця, фалоімітатора, вібратора або іншого предмета). Інша рука може пестити груди, живіт, внутрішню поверхню стегон, промежини, сідниці та інші вторинні ерогенні зони, при цьому виділяється вагінальний секрет, який для більшості є приємним на смак і запах.
- Анальна мастурбація здійснюється в обох статей шляхом ласк анального отвору і задньопрохідного каналу, вводячи в пряму кишку палець, ділдо або інші предмети, рідини і гази, або ж шляхом поперемінного стиснення і розслаблення м'язів ануса. При цьому людина може одночасно пестити вторинні ерогенні зони. Така мастурбація може приводити до виникнення саден в області заднього проходу, пошкоджень слизової оболонки. Використовувані для мастурбації предмети іноді застрягають в прямій кишці, і для їх діставання може знадобитися медичне втручання. Введення в анус великих предметів, а також фістинг, можуть приводити до перфорації прямої кишки, розривів слизової оболонки та іншим травм, небезпечних для життя. Рекомендовано застосовувати лубрикант. Анальна і генітальна мастурбації можуть здійснюватися одночасно.
- До мастурбації відноситься також оральна стимуляція власних геніталій (аутофелляція, аутокунілінгус). Зустрічається досить рідко з огляду на те, що фізично складна в здійсненні. На думку деяких авторів, прагнення до аутофелляції може відображати гомосексуальні фантазії, схильність до нарцисизму, бути наслідком сексуальної фрустрації.
- Небезпечним виглядом мастурбації є аутоасфіксіофілія, при якій для посилення відчуттів від стимуляції геніталій використовується обмеження доступу повітря в легені шляхом застосування зашморгів або інших пристосувань. За оцінками фахівців, щорічно в США спостерігається від 200 до 1000 випадків смертей, пов'язаних з подібною активністю[27].

Мастурбація може супроводжуватися певними ритуалами, індивідуальними для кожної людини, що включають обстановку кімнати, певні сценарії дій. У рідкісних випадках такі ритуали можуть бути вельми витонченими і тривалими (це притаманне переважно особам з садомазохістськими нахилами).
Мастурбація може носити також пов'язаний з проституцією або отриманням доходу з донорства сперми характер, або медичний характер (для лікування проблем з внутрішніми органами малого тазу або судово-медичних досліджень).

## Технічні засоби
Для стимуляції геніталій жінки використовують вібратори та фалоімітатори. Чоловіки використовують вагіноімітатори та вібруючі кільця. Перелічені пристрої продаються в спеціалізованих магазинах для повнолітніх — секс-шопах.